# Västlig trädflickslända
Västlig trädflickslända (Lestes viridis, synonym Chalcolestes viridis) är en trollslända i familjen glansflicksländor som förekommer i södra och centrala Europa. Arten förs antingen till släktet Lestes eller släktet Chalcolestes. Utseendemässigt har de fullbildade individerna många drag gemensamma med smaragdflicksländor i släktet Lestes, men artens fortplantningsstrategi och nymfutveckling avviker något från vad som är typiskt för flicksländorna i släktet Lestes.

## Kännetecken
Både hanen och honan är metalliskt gröna. Hanens längd är 42-47 millimeter medan honan är något mindre med en längd på 39-44 millimeter. Vingmärket är ljust brunaktigt med svart kant. Hos unga individer kan det nästan gå mot vitt. På mellankroppens sidor finns en för arten typisk teckning, i form av en smal och mörk sporrliknande markering. Ett kännetecken för hanen är att bakkroppens bihang är krämvita med mörka spetsar.

## Utbredning
Denna flickslända förekommer i södra och central Europa. Den kan vara på väg att kolonisera nya områden norrut. Från att under 1900-talet bara ha påträffats ett fåtal gånger på Brittiska öarna gjordes ett flertal fynd av arten 2009 i sydöstra Suffolk. 2010 hittades åter flera individer i samma och närliggande områden. År 2005 observerades den för första gången på Jylland i Danmark.

## Levnadssätt
Arten förekommer kring dammar och kanaler och andra liknande vatten kantade med vegetation och med överhängande träd. Honorna lägger äggen under barken på grenar av pilträd och alar som hänger ut över vattnet. När ägget kläcks faller nymfen, som i detta första stadium kallas för en prolarv, ner i vattnet där den fortsätter att utvecklas.